# Lisieux-1 (tổng)
Tổng Lisieux-1 là một tổng thuộc tỉnh Calvados trong vùng Normandie.

## Địa lý
Tổng này được tổ chức xung quanh Lisieux ở quận Lisieux. Độ cao khu vực này dao động từ 31 m (Ouilly-le-Vicomte) đến 194 m (Cordebugle) với độ cao trung bình 101 m.

## Hành chính
| Danh sách các ủy viên                  |           |                |      |                    |
| Giai đoạn                              | Giai đoạn | Tên            | Đảng | Tư cách            |
| 1992                                   | actuel    | Bernard Aubril | DVD  | Thị trưởng Lisieux |
| Tất cả các dữ liệu trước đây không rõ. |           |                |      |                    |

## Các đơn vị trực thuộc
| Xã                    | Dân số     | Mã bưu chính | Mã insee |
| --------------------- | ---------- | ------------ | -------- |
| Beuvillers            | 1 069      | 14100        | 14069    |
| Cordebugle            | 91         | 14100        | 14179    |
| Courtonne-la-Meurdrac | 654        | 14100        | 14193    |
| Fauguernon            | 182        | 14100        | 14260    |
| Firfol                | 433        | 14100        | 14270    |
| Fumichon              | 244        | 14590        | 14293    |
| Glos                  | 909        | 14100        | 14303    |
| Hermival-les-Vaux     | 760        | 14100        | 14326    |
| L'Hôtellerie          | 188        | 14100        | 14334    |
| Lisieux               | 23 166 (1) | 14100        | 14366    |
| Marolles              | 625        | 14100        | 14403    |
| Le Mesnil-Guillaume   | 496        | 14100        | 14421    |
| Moyaux                | 1 235      | 14590        | 14460    |
| Ouilly-du-Houley      | 193        | 14590        | 14484    |
| Ouilly-le-Vicomte     | 784        | 14100        | 14487    |
| Le Pin                | 481        | 14590        | 14504    |
| Rocques               | 308        | 14100        | 14540    |

(1) một phần của xã.